# Lourdeskerk (Nijmegen)

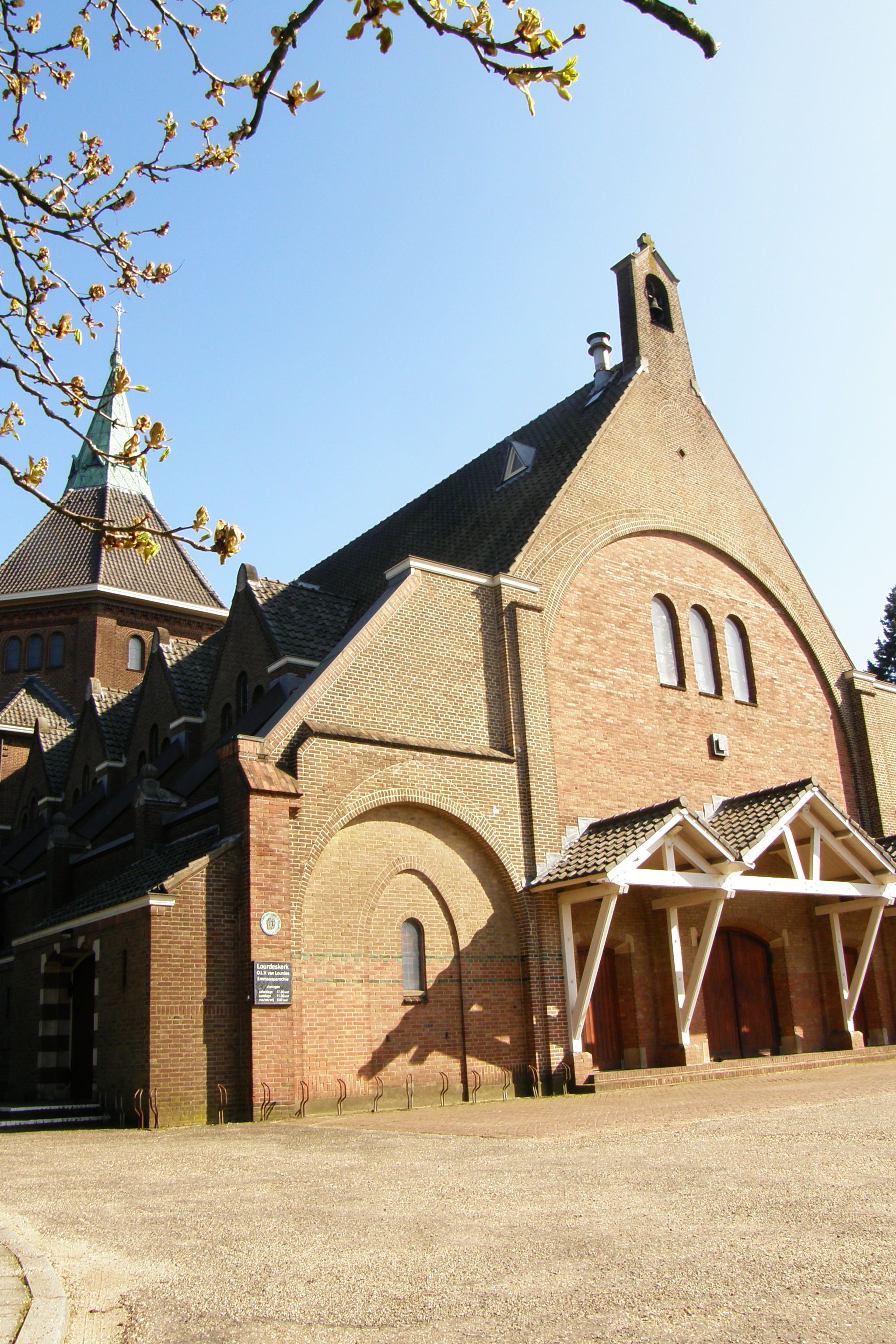
Lourdeskerk

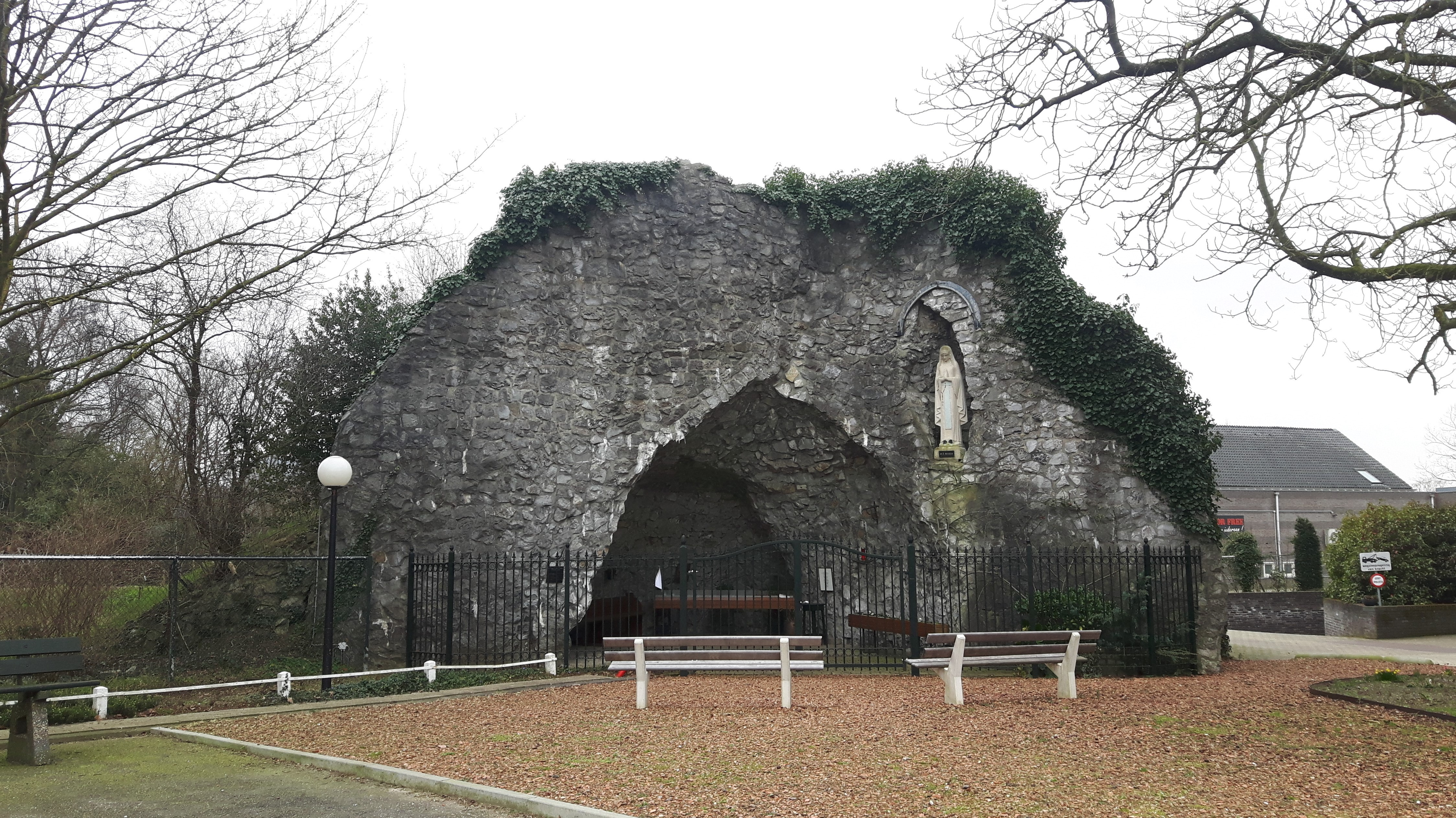
Lourdesgrot naast kerk

De Onze Lieve Vrouw van Lourdeskerk (1925) is een kerk aan de Hatertseweg in de Nederlandse stad Nijmegen. Het is een van de acht kerken van de rooms-katholieke parochie Heilige Drie-eenheid.

## Geschiedenis
Vanwege de groei van het aantal parochianen van de in 1910 gebouwde Groenestraatkerk, werd er in 1923 een nieuwe parochie gesticht: de Onze-Lieve-Vrouw van Lourdes. Het bakstenen kerkgebouw werd ontworpen door Henri Thunnissen. De kerk heeft een breed middenschip en een koepel op de viering. Aan de voorzijde werden twee torens gepland, maar deze zijn niet gerealiseerd. 
De kerk werd ingewijd in 1925. Bouwpastoor was Gerardus Marinus de Grood. 
Naast de kerk bevindt zich een Lourdesgrot. 
Sinds een fusie in 2012 behoort de kerk tot de hiervoor genoemde parochie Heilige Drie-eenheid.